# Мілоткі
Мілоткі (пол. Miłotki) — село в Польщі, у гміні Шренськ Млавського повіту Мазовецького воєводства.
Населення — 90 осіб (2011).
У 1975-1998 роках село належало до Цехановського воєводства.

## Демографія
Демографічна структура станом на 31 березня 2011 року:
|          | Загалом | Допрацездатний вік | Працездатний вік | Постпрацездатний вік |
| -------- | ------- | ------------------ | ---------------- | -------------------- |
| Чоловіки | 37      | 8                  | 27               | 2                    |
| Жінки    | 53      | 14                 | 27               | 12                   |
| Разом    | 90      | 22                 | 54               | 14                   |